# Saison 1998-1999 de Manchester United
Maillots
Chronologie
Saison précédente Saison suivante
La saison 1998-1999 du Manchester United Football Club est la 7e saison du club en Premier League et sa 24e saison consécutive dans la première division du football anglais.
Cette saison fut la plus prolifique de l'histoire du club. S'appuyant sur les Fergie's Fledglings (en) (plus connu sous le nom de « Class of '92 ») et des recrues solides comme Jaap Stam et Dwight Yorke, United réalise le « triplé » en remportant le championnat d'Angleterre, la coupe d'Angleterre et la Ligue des champions — une première dans l'histoire du football anglais. Durant cette saison le club ne subit que cinq défaites, dont une en supercoupe d'Angleterre, une en coupe de la Ligue contre le futur vainqueur Tottenham et une seule défaite à domicile contre Middlesbrough en championnat. Le club réalise une longue série de 33 matches sans défaites toutes compétitions confondues à partir du 26 décembre 1998 et la victoire contre Nottingham Forrest.
Le succès de cette saison a des conséquences dépassant le cadre du sport. L'entraîneur écossais Alex Ferguson est désigné Knight Bachelor (obtenant ainsi le titre de Sir) et, durant les mois qui suivent, il reçoit les clés de la ville d'Aberdeen puis de Manchester. Le club devient également le plus riche au monde.

## Avant-saison
Depuis plusieurs années, Alex Ferguson démontre sa domination sur le championnat anglais avec quatre championnats remportés depuis la création de la Premier League en 1992 et deux doublés championnat-coupe (1994 et 1996). Mais malgré le succès national, l'entraîneur écossais peine à se montrer convaincant sur la scène continental et n'arrive pas à réitérer l'exploit de Matt Busby en 1968. De plus, l'équipe reste sur une saison blanche : une deuxième place en championnat derrière Arsenal (désormais sous la houlette d'Arsène Wenger) qui avait pourtant un retard de 11 points à la mi-saison sur les Red Devils ; et des éliminations prématurées en coupe d'Angleterre (contre Barnsley en huitième de finale) et en Ligue des champions (contre Monaco en quart de finale). Le club se doit ainsi de remonter la pente, malgré les remous en interne liés à l'Offre publique d'achat menée par la chaîne de télévision BSkyB sur le club (conduite fin 1998, l'opération est finalement interdite par les autorités en avril 1999).
Malgré l'achat de plusieurs joueurs de renoms comme Ole Gunnar Solskjær (1996), Teddy Sheringham (1997) et enfin Dwight Yorke ainsi que Jaap Stam (1998), le club perd à l'aube de la saison Brian McClair, Gary Pallister ou encore Éric Cantona. L'équipe compte toutefois sur une jeune génération performante composée principalement de Paul Scholes, Ryan Giggs, Gary Neville, Phil Neville, Nicky Butt et David Beckham qui incarnent l'esprit combatif de l'équipe et la volonté de Ferguson de créer une identité au sein du club,.

## Transferts

### Transferts estivaux
| Nom              | Nationalité       | Poste     | Transfert                            | Provenance/Destination | Division       |
| ---------------- | ----------------- | --------- | ------------------------------------ | ---------------------- | -------------- |
| Arrivées         |                   |           |                                      |                        |                |
| Dwight Yorke     | Trinité-et-Tobago | Attaquant | Transfert (12,6 millions de livres)  | Aston Villa            | Premier League |
| Jaap Stam        | Pays-Bas          | Défenseur | Transfert (10,75 millions de livres) | PSV Eindhoven          | Eredivisie     |
| Jesper Blomqvist | Suède             | Milieu    | Transfert (4,4 millions de livres)   | Parme AC               | Serie A        |
| Départs          |                   |           |                                      |                        |                |
| Gary Pallister   | Angleterre        | Défenseur | Transfert (2,5 millions de livres)   | Middlesbrough          | Premier League |
| Brian McClair    | Écosse            | Attaquant | Fin de contrat                       | Motherwell FC          | Scottish PL    |

### Transferts hivernaux
| Nom             | Nationalité     | Poste     | Transfert                  | Provenance/Destination | Division             |
| --------------- | --------------- | --------- | -------------------------- | ---------------------- | -------------------- |
| Départs         |                 |           |                            |                        |                      |
| Philip Mulryne  | Irlande du Nord | Milieu    | Transfert (500 000 livres) | Norwich City           | FL Division One (D2) |
| Jordi Cruijff   | Pays-Bas        | Milieu    | Prêt                       | Celta Vigo             | La Liga              |
| Ronnie Wallwork | Angleterre      | Défenseur | Prêt                       | Royal Antwerp          | Division 2           |

## Joueurs et encadrement technique

### Encadrement technique

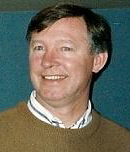
Alex Ferguson en 1992.

L'équipe est entraînée par Alex Ferguson. Initialement attaquant de bon niveau du championnat écossais – il est notamment le buteur des Glasgow Rangers durant deux saisons –, il devient aussitôt entraîneur dès la fin de sa carrière en 1974. Il commence par les modestes clubs de East Stirlingshire et Saint Mirren, puis se fait connaître en entraînant Aberdeen pendant huit ans. Il remporte ainsi ses premiers trophées majeurs dont trois championnats d'Écosse, quatre coupes nationales mais surtout une Coupe des coupes (C2) en 1983 qui lui permet de recevoir le Order of the British Empire. En 1986, après la mort brutale de Jock Stein dont il était l'adjoint, il est brièvement sélectionneur de l'équipe nationale écossaise.
Après ce court passage, il est nommé entraîneur de Manchester United. Chez les Red Devils, ses débuts sont difficiles et contestées par les supporters mais il parvient à se relever au fil des années 1990 grâce à la profonde mutation opérée au sein du club : le renouveau du centre de formation et la création d'une identité unique portée par le sens du sacrifice et l'esprit d'équipe.

## Compétitions

### Championnat

#### Classement
Les équipes sont classées selon leur nombre de points, lesquels sont répartis comme suite : trois points pour une victoire, un point pour un match nul et zéro point pour une défaite. Pour départager les égalités, les critères suivants sont utilisés :
1. Différence de buts générale
2. Nombre de buts marqués

| Rang | Équipe              | Pts | J  | G  | N  | P  | Bp | Bc | Diff |
| ---- | ------------------- | --- | -- | -- | -- | -- | -- | -- | ---- |
| 1    | Manchester United C | 79  | 38 | 22 | 13 | 3  | 80 | 37 | +43  |
| 2    | Arsenal T S         | 78  | 38 | 22 | 12 | 4  | 59 | 17 | +42  |
| 3    | Chelsea             | 75  | 38 | 20 | 15 | 3  | 57 | 30 | +27  |
| 4    | Leeds United        | 67  | 38 | 18 | 13 | 7  | 62 | 34 | +28  |
| 5    | West Ham United     | 57  | 38 | 16 | 9  | 13 | 46 | 53 | -7   |
| 6    | Aston Villa         | 55  | 38 | 15 | 10 | 13 | 51 | 46 | +5   |
| 7    | Liverpool           | 54  | 38 | 15 | 9  | 14 | 68 | 49 | +19  |
| 8    | Derby County        | 52  | 38 | 13 | 13 | 12 | 40 | 45 | -5   |
| 9    | Middlesbrough P     | 51  | 38 | 12 | 15 | 11 | 48 | 54 | -6   |
| 10   | Leicester City      | 49  | 38 | 12 | 13 | 13 | 40 | 46 | -6   |
| 11   | Tottenham Hotspur L | 47  | 38 | 11 | 14 | 13 | 47 | 50 | -3   |
| 12   | Sheffield Wednesday | 46  | 38 | 13 | 7  | 18 | 41 | 42 | -1   |
| 13   | Newcastle United    | 46  | 38 | 11 | 13 | 14 | 48 | 54 | -6   |
| 14   | Everton             | 43  | 38 | 11 | 10 | 17 | 42 | 57 | -15  |
| 15   | Coventry City       | 42  | 38 | 11 | 9  | 18 | 39 | 51 | -12  |
| 16   | Wimbledon           | 42  | 38 | 10 | 12 | 16 | 40 | 63 | -23  |
| 17   | Southampton         | 41  | 38 | 11 | 8  | 19 | 37 | 64 | -27  |
| 18   | Charlton Athletic P | 36  | 38 | 8  | 12 | 18 | 41 | 56 | -15  |
| 19   | Blackburn Rovers    | 35  | 38 | 7  | 14 | 17 | 38 | 52 | -14  |
| 20   | Nottingham Forest P | 30  | 38 | 7  | 9  | 22 | 35 | 69 | -34  |

Qualifications européennes
- Ligue des champions 1999-2000
- 3e tour de la Ligue des champions 1999-2000
- Coupe UEFA 1999-2000
- Coupe Intertoto 1999

Relégation
- First Division 1999-2000

Abréviations
T : Tenant du titre

C : Vainqueur de la Coupe d'Angleterre

L : Vainqueur de la Coupe de la Ligue

S : Vainqueur du Charity Shield

P : Promus de First Division
Source : Classement officiel sur le site de la Premier League.

#### Évolution du classement et des résultats
| Journée  | 1 | 2  | 3 | 4 | 5  | 6 | 7 | 8 | 9 | 10 | 11 | 12 | 13 | 14 | 15 | 16 | 17 | 18 | 19 | 20 | 21 | 22 | 23 | 24 | 25 | 26 | 27 | 28 | 29 | 30 | 31 | 32 | 33 | 34 | 35 | 36 | 37 | 38 | Journées en tête |
| -------- | - | -- | - | - | -- | - | - | - | - | -- | -- | -- | -- | -- | -- | -- | -- | -- | -- | -- | -- | -- | -- | -- | -- | -- | -- | -- | -- | -- | -- | -- | -- | -- | -- | -- | -- | -- | ---------------- |
| Rang     | 7 | 12 | 9 | 5 | 10 | 3 | 2 | 2 | 2 | 2  | 3  | 2  | 2  | 2  | 2  | 2  | 2  | 3  | 3  | 3  | 3  | 3  | 1  | 1  | 1  | 1  | 1  | 1  | 1  | 1  | 1  | 1  | 2  | 2  | 2  | 1  | 1  | 1  | 13               |
| Résultat | N | N  | V | V | D  | V | V | V | N | V  | N  | V  | D  | V  | N  | N  | N  | D  | V  | N  | V  | V  | V  | V  | V  | N  | V  | V  | V  | V  | N  | V  | N  | V  | N  | V  | N  | V  | —                |

### Ligue des champions

#### Phase de groupe
| Rang | Équipe               | Pts | J | G | N | P | Bp | Bc | Diff |  | Résultats (▼ dom., ► ext.) |     |     |     |     |
| ---- | -------------------- | --- | - | - | - | - | -- | -- | ---- |  | -------------------------- | --- | --- | --- | --- |
| 1    | Bayern Munich        | 11  | 6 | 3 | 2 | 1 | 9  | 6  | +3   |  | Bayern Munich              |     | 2-2 | 1-0 | 2-0 |
| 2    | Manchester United FC | 10  | 6 | 2 | 4 | 0 | 20 | 11 | +9   |  | Manchester United FC       | 1-1 |     | 3-3 | 5-0 |
| 3    | FC Barcelone         | 8   | 6 | 2 | 2 | 2 | 11 | 9  | +2   |  | FC Barcelone               | 1-2 | 3-3 |     | 2-0 |
| 4    | Brøndby IF           | 3   | 6 | 1 | 0 | 5 | 4  | 18 | -14  |  | Brøndby IF                 | 2-1 | 2-6 | 0-2 |     |

## Statistiques

### Statistiques collectives
| Compétition         | Débute au tour        | Termine         | Matches joués | Gagnés | Nuls | Perdus | Buts pour | Buts contre | Différence |
| ------------------- | --------------------- | --------------- | ------------- | ------ | ---- | ------ | --------- | ----------- | ---------- |
| Charity Shield      | Finale                | Finaliste       | 1             | 0      | 0    | 1      | 0         | 3           | -3         |
| Premier League      | -                     | 1er             | 38            | 22     | 13   | 3      | 80        | 37          | +43        |
| FA Cup              | 1/32 de finale        | Vainqueur       | 8             | 6      | 2    | 0      | 12        | 3           | +9         |
| League Cup          | 1/16 de finale        | Quart de finale | 3             | 2      | 0    | 1      | 5         | 4           | +1         |
| Ligue des champions | Tour de qualification | Vainqueur       | 13            | 6      | 7    | 0      | 31        | 16          | +15        |
| Total               | -                     | -               | 63            | 36     | 22   | 5      | 128       | 63          | +65        |

### Statistiques individuelles
| Num. | Nat. | Nom          | Premier League | Premier League | Premier League | FA Cup | FA Cup      | FA Cup         | League Cup | League Cup  | League Cup     | Ligue des champions | Ligue des champions | Ligue des champions | Charity Shield | Charity Shield | Charity Shield | Total | Total       | Total          |
| Num. | Nat. | Nom          | MJ             | But inscrit    | Passe décisive | MJ     | But inscrit | Passe décisive | MJ         | But inscrit | Passe décisive | MJ                  | But inscrit         | Passe décisive      | MJ             | But inscrit    | Passe décisive | MJ    | But inscrit | Passe décisive |
| ---- | ---- | ------------ | -------------- | -------------- | -------------- | ------ | ----------- | -------------- | ---------- | ----------- | -------------- | ------------------- | ------------------- | ------------------- | -------------- | -------------- | -------------- | ----- | ----------- | -------------- |
| 1    |      | Schmeichel   | 34             | 0              | 0              | 8      | 0           | 0              | 0          | 0           | 0              | 13                  | 0                   | 0                   | 1              | 0              | 0              | 56    | 0           | 0              |
| 2    |      | G. Neville   | 34             | 1              | 3              | 7      | 0           | 0              | 0          | 0           | 0              | 12                  | 0                   | 0                   | 1              | 0              | 0              | 54    | 1           | 3              |
| 3    |      | Irwin        | 29             | 2              | 2              | 6      | 1           | 0              | 0          | 0           | 0              | 12                  | 0                   | 1                   | 1              | 0              | 0              | 48    | 3           | 3              |
| 4    |      | May          | 6              | 0              | 0              | 1      | 0           | 0              | 2          | 0           | 0              | 0                   | 0                   | 0                   | 0              | 0              | 0              | 9     | 0           | 0              |
| 5    |      | Johnsen      | 22             | 3              | 0              | 5      | 0           | 0              | 1          | 0           | 0              | 8                   | 0                   | 0                   | 1              | 0              | 0              | 37    | 3           | 0              |
| 6    |      | Stam         | 30             | 1              | 1              | 7      | 0           | 0              | 0          | 0           | 0              | 13                  | 0                   | 0                   | 1              | 0              | 0              | 51    | 1           | 1              |
| 7    |      | Beckham      | 34             | 6              | 11             | 7      | 1           | 0              | 1          | 0           | 0              | 12                  | 2                   | 7                   | 1              | 0              | 0              | 55    | 9           | 18             |
| 8    |      | Butt         | 31             | 2              | 3              | 5      | 0           | 1              | 2          | 0           | 0              | 8                   | 0                   | 0                   | 1              | 0              | 0              | 47    | 2           | 4              |
| 9    |      | Cole         | 32             | 17             | 3              | 7      | 2           | 2              | 0          | 0           | 0              | 10                  | 5                   | 2                   | 1              | 0              | 0              | 50    | 24          | 7              |
| 10   |      | Sheringham   | 17             | 2              | 3              | 4      | 1           | 1              | 1          | 1           | 0              | 4                   | 1                   | 1                   | 1              | 0              | 0              | 27    | 5           | 5              |
| 11   |      | Giggs        | 24             | 3              | 2              | 6      | 2           | 1              | 1          | 0           | 0              | 9                   | 5                   | 2                   | 1              | 0              | 0              | 41    | 10          | 5              |
| 12   |      | P. Neville   | 28             | 0              | 2              | 7      | 0           | 0              | 2          | 0           | 1              | 6                   | 1                   | 1                   | 1              | 0              | 0              | 44    | 1           | 4              |
| 13   |      | Curtis       | 4              | 0              | 0              | 0      | 0           | 0              | 3          | 0           | 0              | 0                   | 0                   | 0                   | 0              | 0              | 0              | 7     | 0           | 0              |
| 14   |      | Cruijff      | 5              | 2              | 1              | 0      | 0           | 0              | 2          | 0           | 2              | 3                   | 0                   | 0                   | 1              | 0              | 0              | 11    | 2           | 3              |
| 15   |      | Blomqvist    | 25             | 1              | 3              | 5      | 0           | 0              | 1          | 0           | 0              | 7                   | 0                   | 2                   | 0              | 0              | 0              | 38    | 1           | 5              |
| 16   |      | Keane        | 35             | 2              | 0              | 7      | 0           | 0              | 0          | 0           | 0              | 12                  | 3                   | 0                   | 1              | 0              | 0              | 55    | 5           | 0              |
| 17   |      | van der Gouw | 5              | 0              | 0              | 0      | 0           | 0              | 3          | 0           | 0              | 0                   | 0                   | 0                   | 0              | 0              | 0              | 8     | 0           | 0              |
| 18   |      | Scholes      | 31             | 6              | 7              | 6      | 1           | 2              | 1          | 0           | 0              | 12                  | 4                   | 1                   | 1              | 0              | 0              | 51    | 11          | 10             |
| 19   |      | Yorke        | 32             | 18             | 11             | 8      | 3           | 0              | 0          | 0           | 0              | 11                  | 8                   | 7                   | 0              | 0              | 0              | 51    | 29          | 18             |
| 20   |      | Solskjær     | 19             | 12             | 1              | 8      | 1           | 2              | 3          | 3           | 0              | 6                   | 2                   | 0                   | 1              | 0              | 0              | 37    | 18          | 3              |
| 21   |      | Berg         | 16             | 0              | 2              | 5      | 0           | 0              | 3          | 0           | 0              | 4                   | 0                   | 0                   | 1              | 0              | 0              | 29    | 0           | 2              |
| 22   |      | Nevland      | 0              | 0              | 0              | 0      | 0           | 0              | 1          | 1           | 0              | 0                   | 0                   | 0                   | 0              | 0              | 0              | 1     | 1           | 0              |
| 23   |      | Clegg        | 0              | 0              | 0              | 0      | 0           | 0              | 3          | 0           | 0              | 0                   | 0                   | 0                   | 0              | 0              | 0              | 3     | 0           | 0              |
| 24   |      | Brown        | 14             | 0              | 0              | 2      | 0           | 0              | 1          | 0           | 1              | 4                   | 0                   | 0                   | 0              | 0              | 0              | 21    | 0           | 1              |
| 28   |      | Mulryne      | 0              | 0              | 0              | 0      | 0           | 0              | 2          | 0           | 0              | 0                   | 0                   | 0                   | 0              | 0              | 0              | 2     | 0           | 0              |
| 29   |      | Notman       | 0              | 0              | 0              | 0      | 0           | 0              | 1          | 0           | 0              | 0                   | 0                   | 0                   | 0              | 0              | 0              | 1     | 0           | 0              |
| 30   |      | Wallwork     | 0              | 0              | 0              | 0      | 0           | 0              | 1          | 0           | 0              | 0                   | 0                   | 0                   | 0              | 0              | 0              | 1     | 0           | 0              |
| 33   |      | Wilson       | 0              | 0              | 0              | 0      | 0           | 0              | 2          | 0           | 0              | 1                   | 0                   | 0                   | 0              | 0              | 0              | 3     | 0           | 0              |
| 34   |      | Greening     | 3              | 0              | 0              | 1      | 0           | 0              | 3          | 0           | 1              | 0                   | 0                   | 0                   | 0              | 0              | 0              | 7     | 0           | 0              |

En italique, les joueurs qui ont quitté le club en cours de saison

### Onze de départ (toutes compétitions)
| \| No. \| Pos. \| Joueur \| Titulaire \| Notes \| \| --- \| ---- \| ---------------- \| --------- \| ------------------------------------- \| \| 1 \| GK \| Peter Schmeichel \| 56 \| \| \| 5 \| DC \| Ronny Johnsen \| 30 \| \| \| 6 \| DC \| Jaap Stam \| 50 \| \| \| 2 \| DD \| Gary Neville \| 53 \| Phil Neville a 29 titularisations \| \| 3 \| DG \| Denis Irwin \| 45 \| \| \| 18 \| MR \| Paul Scholes \| 38 \| Nicky Butt a 34 titularisations \| \| 16 \| MD \| Roy Keane \| 53 \| \| \| 7 \| MLD \| David Beckham \| 53 \| \| \| 11 \| MLG \| Ryan Giggs \| 36 \| Jesper Blomqvist a 29 titularisations \| \| 9 \| AC \| Andy Cole \| 43 \| \| \| 19 \| AC \| Dwight Yorke \| 48 \| \| | Schmeichel Neville Johnsen Stam Irwin Scholes Keane Beckham Giggs Yorke Cole |                  |           |                                       |
| No. | Pos.                                                                         | Joueur           | Titulaire | Notes                                 |
| 1 | GK                                                                           | Peter Schmeichel | 56        |                                       |
| 5 | DC                                                                           | Ronny Johnsen    | 30        |                                       |
| 6 | DC                                                                           | Jaap Stam        | 50        |                                       |
| 2 | DD                                                                           | Gary Neville     | 53        | Phil Neville a 29 titularisations     |
| 3 | DG                                                                           | Denis Irwin      | 45        |                                       |
| 18 | MR                                                                           | Paul Scholes     | 38        | Nicky Butt a 34 titularisations       |
| 16 | MD                                                                           | Roy Keane        | 53        |                                       |
| 7 | MLD                                                                          | David Beckham    | 53        |                                       |
| 11 | MLG                                                                          | Ryan Giggs       | 36        | Jesper Blomqvist a 29 titularisations |
| 9 | AC                                                                           | Andy Cole        | 43        |                                       |
| 19 | AC                                                                           | Dwight Yorke     | 48        |                                       |

### Récompenses et distinctions
- Joueur de l'année élu par les fans (trophée Sir Matt Busby) :  Roy Keane
- Joueur de l'année en Premier League (Carling Player of the Year) :  Dwight Yorke
- Soulier d'or en Premier League :  Dwight Yorke
- Joueurs élus joueur du mois en Premier League :
  -  Roy Keane en octobre
  -  Dwight Yorke en janvier
- Joueurs dans l'équipe-type de la saison en Premier League (PFA Team of the Year) :
  -  Gary Neville
  -  Jaap Stam
  -  Denis Irwin
  -  David Beckham
  -  Dwight Yorke
- Entraîneur de l'année en Premier League :  Alex Ferguson
- Meilleur buteur de la Ligue des champions :  Dwight Yorke
- Meilleur footballeur de l'année UEFA :  David Beckham
- Meilleur milieu de terrain de l'année UEFA :  David Beckham
- Meilleur défenseur de l'année UEFA :  Jaap Stam
- Meilleur entraîneur de l'année UEFA :  Alex Ferguson